# Gyula Bíró
Gyula Bíró (Budapest, 25 aprile 1890 – Città del Messico, 14 giugno 1951) è stato un calciatore ungherese.

## Palmarès

### Club
- Campionato ungherese: 3

MTK Budapest: 1907-1908, 1913-1914, 1916-1917
- Coppa d'Ungheria: 4

MTK Budapest: 1909-1910, 1910-1911, 1911-1912, 1913-1914